# 眾議院 (比利時)
眾議院（法語：Chambre des Représentants）是比利時聯邦議會的下議院，和参议院共同組成比利时联邦议会。比利時眾議院共有150名議員，其中法語區有61人，荷兰語區有89人。德語區沒有自己的獨立名額，被算入法語區當中。按照比利時法律規定，特別重要的法律需要得到各語言集團過半數暨全體議員三分之二以上的支持方得通過成案。

## 外部連結
- 眾議院官網 （页面存档备份，存于）